# Eupithecia cauchiata
Eupithecia cauchiata là một loài bướm đêm trong họ Geometridae.